# امر مطلق (فلسفه)
امر مطلق (به انگلیسی: Absolute) در فلسفه ایدئال‌گرا، «امر مطلق، الحق» مجموع تمام وجود، بالفعل و بالقوه است.
برای مارتین هایدگر، امر مطلق «روح» است.
در آرمان‌گرایی مونیستی امر مطلق واقعیت بی‌قید و شرطی است که زمین معنویت همه هستی و کلیت چیزهایی هست که یک وحدت معنوی را در بر می‌گیرد.
مفهوم امر مطلق در فلسفه مدرن، به ویژه توسط هگل، برای «جمع همه هستی، واقعی و بالقوه» معرفی شده‌است.
در فلسفه انگلیسی، بردلی مفهوم امر مطلق را از خدا متمایز کرده‌است، درحالی‌که جوزیا رویس، بنیان‌گذار مکتب فلسفه ایدئال‌گرایی آمریکا، آن‌ها را با هم برابر کرده است.